# Fenilacetileno
El fenilacetileno es un hidrocarburo alquino que contiene un grupo fenilo. Existe como un líquido incoloro y viscoso. En investigación, a veces se usa como un análogo del acetileno; al ser líquido, es más fácil de manejar que el acetileno que es gaseoso.

## Preparación
En el laboratorio, el fenilacetileno se puede preparar mediante la eliminación del bromuro de hidrógeno del dibromuro de estireno usando amida de sodio en amoníaco:
También se puede preparar mediante la eliminación del bromuro de hidrógeno del bromoestireno usando hidróxido de potasio fundido.

## Reacciones
El fenilacetileno es un acetileno terminal prototípico, que experimenta muchas reacciones esperadas de ese grupo funcional. Se somete a semihidrogenación sobre catalizador Lindlar para dar estireno. En presencia de sales básicas y de cobre (II), se somete a un acoplamiento oxidativo para dar difenilbutadieno. En presencia de catalizadores metálicos, sufre oligomerización, trimerización e incluso polimerización.

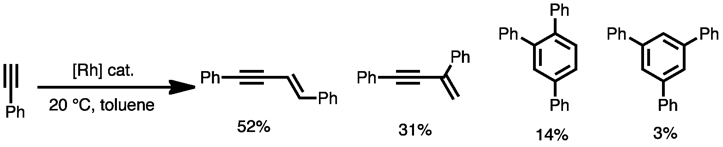
Una reacción que ilustra los productos secundarios de la ciclotrimerización de alquinos.

En presencia de reactivos de oro o mercurio, el fenilacetileno se hidrata para dar acetofenona:
PhC2H  +  H2O  →  PhC(O)CH3